# Малый Муйнак
Малый Муйнак (баш. Малай Муйнак) — деревня в Зианчуринском районе Республики Башкортостан Российской Федерации. Входит в состав Суренского сельсовета.

## География

### Географическое положение
Расстояние до:
- районного центра (Исянгулово): 18 км,
- центра сельсовета (Кугарчи): 5 км,
- ближайшей ж/д станции (Саракташ): 72 км.

## Население
| 1939 | 1959 | 1970 | 1979 | 1989 | 2002 | 2009 |
| ---- | ---- | ---- | ---- | ---- | ---- | ---- |
| 101  | ↘97  | ↗129 | ↘98  | ↘82  | ↗98  | ↘92  |
| 2010 |      |      |      |      |      |      |
| ↗96  |      |      |      |      |      |      |

Национальный состав
Согласно переписи 2002 года, преобладающая национальность — башкиры (92 %).